# Jean Thorailler
Jean Raymond Henri Thorailler (Épernay, 7 gennaio 1888 – Parigi, 26 gennaio 1957) è stato un nuotatore e pallanuotista francese.
È stato un membro della Francia che ha partecipato ai Giochi di Stoccolma 1912 e di Anversa 1920.
Al torneo olimpico del 1912, fu scelto per partecipare ai 1500m sl, ma alla fine non gareggiò.
Nel 1928 ricevette l'onore di portare la bandiera nazionale durante la cerimonia di apertura dei Giochi di Amsterdam 1928, diventando il quarto giocatore di pallanuoto ad essere un portabandiera alle cerimonie di apertura e chiusura delle Olimpiadi.